# Ikarus 620
Ikarus 620 — міський автобус середньої місткості, що випускався заводом «Ікарус» у Будапешті у 1949—1970 рр. та призначений для роботи на міських та приміських лініях.
Кузов автобуса — суцільнометалевий, з тримальнию основою, має четверо дверей, зокрема двоє для пасажирів.
Двигун встановлений у передній частині автобуса.
На базі автобуса «Ікарус-620» завод виготовляв міжміський автобус «Ікарус-630» середньої місткості.